# Schwedische Billie-Jean-King-Cup-Mannschaft
|                                                |
| Teilnahmen der schwedischen Fed-Cup-Mannschaft |

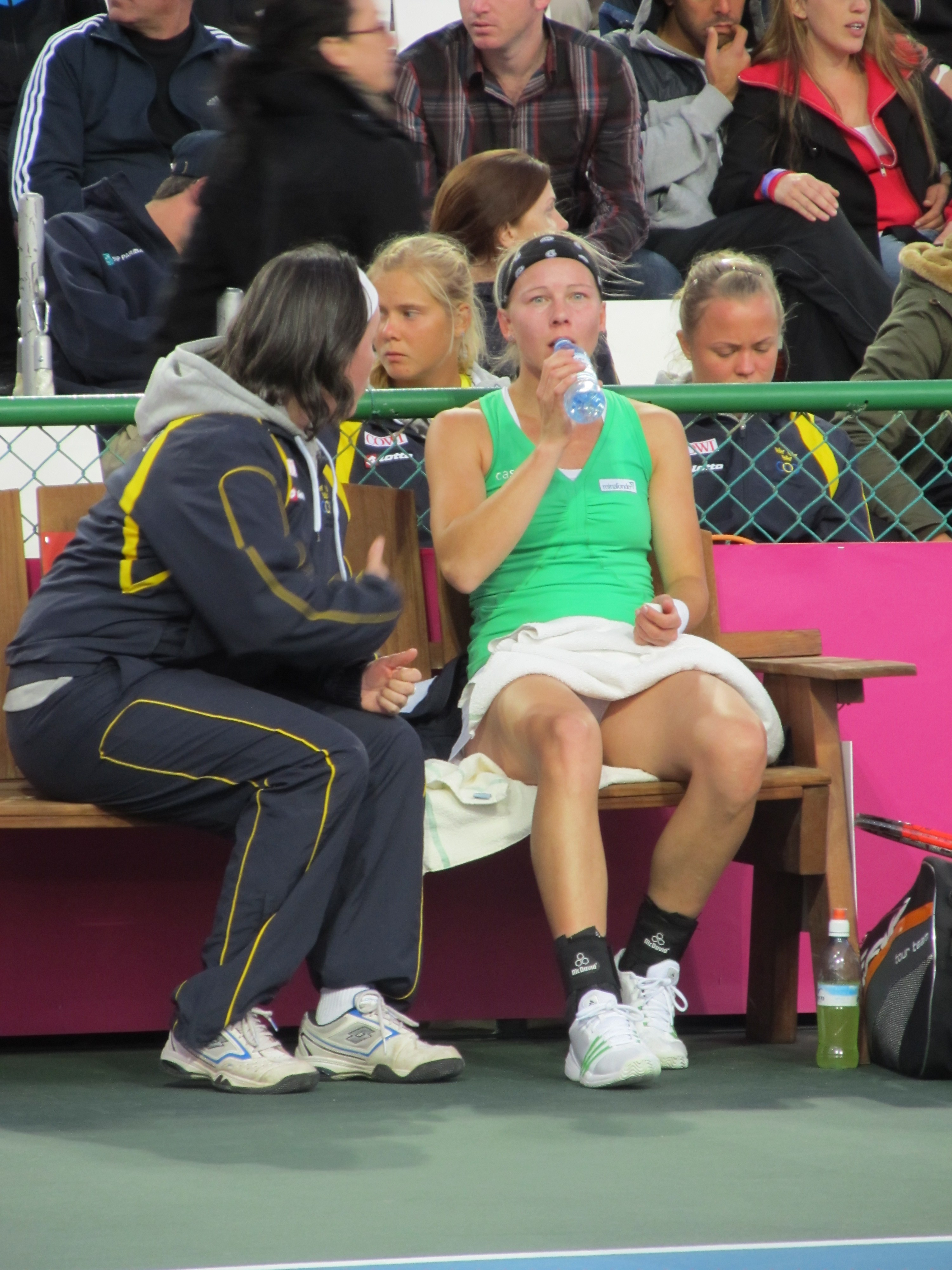
Johanna Larsson beim Spiel 2012 gegen Agnieszka Radwańska in der Fed-Cup-Gruppe I Europa/Afrika in Eilat; links neben ihr Teamchefin Maria Strandlund-Tomsvik

Die schwedische Billie-Jean-King-Cup-Mannschaft ist die Tennisnationalmannschaft von Schweden, die im Billie Jean King Cup eingesetzt wird. Der Billie Jean King Cup (bis 1995 Federation Cup, 1996 bis 2020 Fed Cup) ist der wichtigste Wettbewerb für Nationalmannschaften im Damentennis, analog dem Davis Cup bei den Herren.

## Geschichte
Erstmals am Billie Jean King Cup teilgenommen hat Schweden im Jahr 1964. Das bislang beste Abschneiden gelang 1970, 1977, 1980 und 1988 jeweils mit dem Einzug ins Viertelfinale.

## Teamchefs (unvollständig)
- Catarina Lindqvist-Ryan, 2005–2006
- Maria Strandlund-Tomsvik, 2007–2012
- Lars-Anders Wahlgren, 2013–2016
- Mattias Arvidsson, seit 2017

## Spielerinnen der Mannschaft (unvollständig)
| Spielerinnen          | Einsätze | Einsätze | Einsätze   |
| Spielerinnen          | erster   | letzter  | Bilanz S/N |
| --------------------- | -------- | -------- | ---------- |
| Ellen Allgurin        | 2009     | 2015     | 4.3        |
| Sofia Arvidsson       | 2000     | 2014     | 50:38      |
| Mirjam Björklund      | 2018     | 2021     | 3:3        |
| Anna Brazhnikova      | 2010     | 2011     | 1:1        |
| Jacqueline Cabaj Awad | 2016     | 2018     | 1:5        |
| Susanne Celik         | 2015     | 2016     | 0:5        |
| Johanna Larsson       | 2005     | 2021     | 52:33      |
| Cornelia Lister       | 2016     | 2018     | 8:8        |
| Hilda Melander        | 2012     | 2014     | 2:2        |
| Rebecca Peterson      | 2014     | 2019     | 9:10       |
| Kajsa Rinaldo Persson | 2017     | 2017     | 2:0        |
| Sandra Roma           | 2009     | 2013     | 1:1        |